# Mircea Grosaru

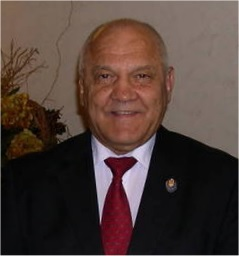
Mircea Grosaru, 2011

Mircea Grosaru (* 30. Juni 1952 in Buhuși; † 3. Februar 2014) war ein rumänischer Politiker.

## Werdegang
Grosaru gehörte der ethnischen italienischen Minderheit in Rumänien an. Für die Partei Asociația Italienilor din România, deren Gründungsmitglied er 1993 war, saß er von 2004 bis zu seinem Tod 2014 als einer der Vertreter nationaler Minderheiten gemäß rumänischem Minderheitenwahlrecht in der Abgeordnetenkammer.
Nach seinem Studium an der Universität Bacău war Grosaru von 1976 bis 1996 Lehrer für Mathematik. Später arbeitete er als Anwalt. Zudem war er als Fußballspieler für CSM Suceava aktiv.
Grosaru erlag im Februar 2014 im Alter von 61 Jahren einem Herzinfarkt.